# Eois mictographa
Eois mictographa är en fjärilsart som beskrevs av Louis Beethoven Prout 1933. Eois mictographa ingår i släktet Eois och familjen mätare. Inga underarter finns listade i Catalogue of Life.